# Trabalhador

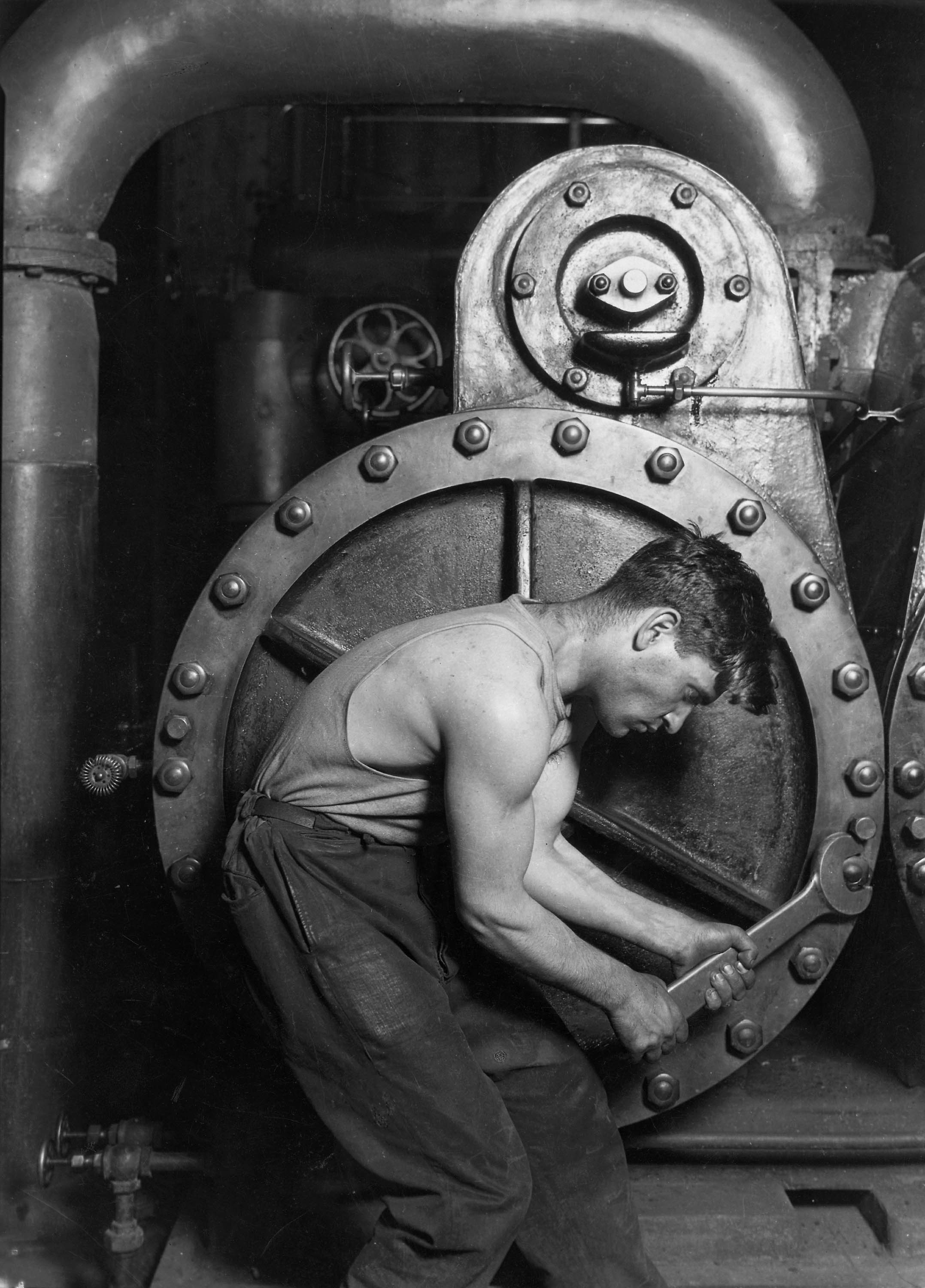
Um mecânico trabalhando em uma bomba a vapor de uma termoelétrica (foto de Lewis Hine, 1920).

Trabalhador, também chamado de operário e proletário, é um termo amplo que inclui todo aquele que vive do seu trabalho, ou seja, o indivíduo que emprega sua força de trabalho para a transformação material ou imaterial, em funções geralmente subordinadas.
No passado, trabalho incluía formas escravas, servas, artesãs e assalariadas. Na atualidade, geralmente o trabalhador é considerado legalmente (formalmente) como todo aquele que realiza tarefas baseadas em contratos, com salário acordado e direitos previstos em lei (caracterizando-se mais como empregado), muito embora formas de escravidão e servidão persistam. No caso de voluntariado, trabalha-se em instituições sem fins lucrativos, não sendo, portanto, assalariados.
Quando "trabalhador" é classificado como sinônimo de classe social que não tem a propriedade dos meios de produção, tendo como única fonte de remuneração a venda de sua força de trabalho, ele toma o conceito de proletariado.

## Classificação
As classificações do trabalhador incluem as formas tradicionais, isto é, escravidão, servidão, artesão e assalariado, assim como sua relação com a ocupação, donde pode estar empregado ou numa relação de desemprego, contabilizado para o exército industrial de reserva. Outras classificações importantes incluem a qualificação, as relações jurídico-econômicas e o setor de atuação.

### Pelo grau de qualificação
O trabalhador profissional é aquele que formou-se, aperfeiçoou-se, habilitou-se e capacitou-se para o exercício de uma atividade laboral. Espera-se que tal trabalhador seja melhor remunerado pelo trabalho que executa ou atividade que exerce, pois assume compromisso e identidade profissional, dado sua qualificação, com a prestação de serviços à sociedade.
Já o trabalhador não-profissional (ou amador) é alguém não formalmente qualificado, muito embora, em determinadas situações, não seja definidor das capacidades técnicas deste em relação a um trabalhador profissional.

### Pelas relações jurídico-econômicas
O trabalhador formal está, necessariamente, alocado em um emprego estruturado, com estatuto, contrato, jornada, salários, remunerações adicionais, deveres e direitos muito bem estabelecidos. O trabalhador formal contribui para o produto interno bruto do país, uma vez que colabora coletivamente na sustentação e custeio do sistema socioeconômico. Geralmente, o trabalhador formal recebe maior renda e maiores benefícios, além de dispor de instrumentos que dão mais igualdade entre homens e mulheres.
O trabalhador informal é aquele que fica aquém de um arranjo formal na lei ou na prática. Pode ser pago ou não e é sempre desestruturado e não regulamentado.
O trabalhador autônomo indica quem trabalha por conta própria sem vínculo empregatício, muito embora tenha pelo menos a formalização do seu trabalho, com uma margem comum de direitos e deveres.
O trabalhador liberal (ou profissional liberal) é aquele que tem total liberdade para exercer a sua profissão, mas que possui um regime de formalização muito mais rígido, bem como margens mais elaboradas de direitos e deveres, assim como jornada e salários melhor definidos.
O subtrabalhador, ou lumpesinato, é uma fração dos trabalhadores não organizada e destituída de recursos econômicos, sendo assim desprovidas de consciência política e de classe. São trabalhos totalmente à margem da lei ou de reconhecimento do Estado, em que o trabalhador está na criminalidade, é capturado para ela ou está em condições absolutamente insalubres e precárias.

### Por setor econômico de atuação
Pela área de atuação, o trabalhador localiza-se geralmente nos seguintes setores: primário, onde atua basicamente como agricultor e extrativista; secundário, onde atua como metalúrgico, montador, artesão, etc., e; no terciário, onde atua basicamente como comerciário e prestador de serviços. Nas subdivisões posteriores como quaternário e quinário, as atividades laborais são mais sutis e específicas, como informação e conhecimento e voluntariado.
No mundo anglo-saxão é costume agrupar os trabalhadores de acordo com o tipo de ofício que realizam sob a cor teórica do "colarinho", uma metonímia relacionada ao uniforme comum de uso na profissão. Os trabalhadores podem ser classificados da seguinte forma:
- Colarinho-branco: seriam aqueles que estão encarregados de tarefas administrativas e executivas, ou seja, trabalhando em escritórios, em balcões, etc.;
- Colarinho azul: geralmente trabalhadores da indústria, fábricas e oficinas. Seriam eletricistas, operadores de máquinas, estivadores, pedreiros, mecânicos, engenheiros, técnicos de informática e comunicações, etc.;
- Colarinho rosa: são aqueles do setor de serviços, ou seja, saúde, educação, trabalhador doméstico, etc.;
- Colarinho verde: refere-se ao trabalhador dedicado aos setores da economia social (ou terceiro setor) e da economia sustentável;
- Outros colarinhos: há classificações mais recentes que afirmam haver colarinhos pretos/cinzas, para a indústria mineral e petroleira, dourados para os relacionados a profissões liberais, ao mercado financeiro e empresarial, e vermelho para os trabalhadores do serviço público. Estas últimas classificações de colarinhos são raramente usadas.[10]